# Kaoll
Kaoll é uma banda de jazz-rock instrumental brasileira, criada na cidade de São Paulo em meados de 2008 pelo guitarrista Bruno Moscatiello. Com o objetivo de valorizar e difundir a música instrumental ao grande público, o Kaoll busca suas influências na música psicodélica, progressiva e nas jam bands dos anos 70, experimentando diferentes formações e colaborações ao longo da carreira.
Em seus primeiros anos, o grupo desenvolveu a parceria "Kaoll & Lanny Gordin", contando com a presença ilustre do guitarrista tropicalista na divulgação do álbum "Kaoll 04" (2008) e na gravação e divulgação do álbum "Auto-Hipnose" (2010), do qual também participou o virtuoso guitarrista Michel Leme.
Em 2014 o Kaoll lançou seu terceiro álbum "Odd", com colaborações do lendário contrabaixista Billy Cox, das bandas de Jimi Hendrixw, além do percussionista João Parahyba (Trio Mocotó), Paulo Garfunkel no clarone e clarinete, Ricardo Vignini (Moda de Rock, Matuto Moderno) na viola caipira, Gabriel Costa (Violeta de Outono) e Ney Haddad (Mobilis Stabilis) nos contrabaixos, e Fábio Ribeiro (Angra) nos teclados.

## Biografia

### 2008: Kaoll 04 e formação da banda
O Kaoll tem suas origens a partir do álbum “Kaoll 04”, gravado e produzido por Bruno Moscatiello como um disco solo, com influência direta do álbum “Lanny Gordin” de 2001. Inspirado nos métodos de gravação do professor e amigo Lanny Gordin, Kaoll 04 apresenta guitarras sobrepostas e pesquisas experimentais permeadas por ambiências e paisagens sonoras psicodélicas.
Com a necessidade de apresentar o trabalho ao vivo, Bruno reuniu mais de 30 músicos para o lançamento do álbum no CCPC (São Paulo), entre eles o próprio Lanny, que demonstrou imediato interesse em prosseguir com o projeto.

### 2009 – 2011: Kaoll & Lanny Gordin e álbum Auto-Hipnose
Das primeiras sessões colaborativas de lançamento do álbum Kaoll 04, surgiu o grupo Kaoll & Lanny Gordin, sexteto formado por Lanny e Bruno Moscatiello (guitarras), Dokter Leo (Bateria), Yuri Garfunkel (flauta transversal), Tiago Mineiro (teclados e piano), e Carlos Fharia (Contrabaixo). Essa formação realizou mais de 100 apresentações por diversos estados do Brasil, coroadas com a gravação do álbum “Auto-Hipnose”, lançado pela Baratos e Afins em 2010. O disco trouxe a real experiência auditiva do universo experimental do grupo, propondo uma profunda viagem introspectiva aos apreciadores da boa música instrumental e trazendo o gênio da guitarra brasileira em um momento de total inspiração e liberdade criativa que permeiam o trabalho através de sutis melodias e improvisos extraordinários, além das já reverenciadas progressões de acordes que o notabilizaram como um dos grandes mestres da harmonia. 
Temas como “Horizontes”, ” Khan El Khalili” e “Flutuante” revelam o dna do grupo, reforçando as influências já implícitas no primeiro trabalho “Kaoll 04”: Jimi Hendrix, Pink Floyd, Hermeto Pascoal e principalmente o álbum “Matança do Porco”, do Som Imaginário.  
Além da participação especial de Michel Leme em duas faixas antológicas, “Groselha (O Sapato)” de Lanny Gordin e “Música Kármica” composta por Lanny e pelo próprio Michel, o álbum contou com as colaborações de Janja Gomes (Percussão), Miguel Durante (Gaita na faixa “Horizontes”), Bruno Mestriner (Contrabaixo na faixa “O Farol”) e Gabriel Catanzaro (Contrabaixo Acústico na faixa “Momento Ômega pt.II”).
“Auto-Hipnose” teve mais de cinco mil cópias vendidas e um número significativo de downloads, além de excelente recepção de críticos especializados, entre eles Fábio Massari, autoridade no assunto.
A partir do seu lançamento, a identidade visual do Kaoll, incluindo as capas dos álbuns e todo material de divulgação e merchandising, ficou a cargo do estúdio gráfico SOPA Art Br, que tem como integrante o flautista e ilustrador Yuri Garfunkel.

### 2012 – 2013: Kaoll Interpreta Pink Floyd
No início de 2012 Lanny Gordin realizou suas últimas apresentações ao lado do Kaoll, buscando dedicar-se a sequência de seu trabalho solo com a formação do “Lanny’s Quartet”.
Concluída a circulação do álbum “Auto-Hipnose”, o Kaoll aproveitou o momento para dedicar-se ao novo projeto que já planejavam há algum tempo, um tributo instrumental a uma de suas maiores influências: o grupo britânico Pink Floyd. Para tanto, o quinteto trabalhou arranjos instrumentais repletos de elementos do jazz e da música brasileira, sem abandonar a veia progressiva e psicodélica, apresentando uma nova roupagem para os clássicos, apresentados em ordem cronológica.
Após a turnê Nordeste – 2012, onde foram realizados 12 shows no período de 18 dias e que teve Odilon de Carvalho como baixista, o Kaoll passou por uma reformulação: com a entrada de Gabriel Catanzaro no contrabaixo, a banda assume a clássica formação como quarteto (flauta, guitarra, baixo e bateria), aproveitando os múltiplos talentos dos integrantes para acrescentar outros elementos ao espetáculo, que passa a integrar também projeção de vídeos disparados por Dokter Leo, viola caipira de Yuri Garfunkel e efeitos e ambiências sonoras programadas por Catanzaro. 
Em 2013, o espetáculo “In the Flesh: Kaoll Interpreta Pink Floyd” passou a contar com a participação especial da cantora Camila Kerr, dando brilho às apresentações e conduzindo o coral do público em alguns dos refrões mais celebres do Pink Floyd, como “Breathe”, “Wish You Were Here” e “Confortably Numb”. Os shows também apresentavam uma variação interessante da fórmula de quarteto trazendo o experiente contrabaixista Gabriel Costa (Violeta de Outono).
Com diversas apresentações lotadas e aprovação geral do público em vários estados do Brasil, o Kaoll estava pronto para o próximo passo, o esperado álbum autoral que seria lançado em 2014.

### 2014 – álbum Odd e a primeira tour internacional
Os anos de rodagem pelas estradas nacionais e o intenso contato com o público de diversas regiões do Brasil, fundamentaram a parceria criativa entre Bruno Moscatiello, Dokter Leo e Yuri Garfunkel, trinca que assumiu a composição e produção do terceiro álbum autoral do Kaoll, intitulado “Odd”. 
Calcado na sonoridade dos anos 70, com notáveis influências de Marco Antônio Araújo, Led Zeppelin, King Crimson, Jethro Tull e Black Sabbath, Odd veio para renovar o Jazz/Rock do grupo, com o trio guitarra, flauta e bateria experimentando distintas formações com convidados especiais: além da colaboração do lendário Billy Cox na faixa “Aquiles Barbecue”, a experiência de João Parahyba, Paulo Garfunkel e Ricardo Vignini asseguraram a identidade brasileira dos temas, com pinceladas de percussões, sopros e viola caipira. Para completar, a segurança dos tecladistas Fábio Ribeiro e Fabio Leandro, e dos baixistas Ney Haddad, Gabriel Costa e Gabriel Catanzaro dão base sólida às viagens sonoras, fazendo de Odd um disco realmente ímpar.
O álbum foi lançado em 11 de maio de 2014 com um grande show comemorativo no SESC Belenzinho em São Paulo, com participações de João Parahyba, Paulo Garfunkel, Ricardo Vignini, Ney Haddad e Gabriel Costa, além de Fabio Leandro, Gabriel Catanzaro, Janja Gomes e Rafael Moreno como banda de apoio.
Logo após o lançamento de Odd, o Kaoll partiu para sua primeira tour em terras exteriores, com a divulgação do álbum na Alemanha e Itália durante o mês de junho de 2014.

## Discografia

### Álbuns de estúdio
- Kaoll 04 (2008)
- Auto-Hipnose (2010)
- Odd (2014)
- Sob os Olhos de Eva (2017)

### Álbuns de compilação
- Ten Years Barbecue (2018)